# 杨树达
杨树达（1885年6月1日—1956年2月14日），字遇夫，号积微，晚年号耐林翁，男，湖南长沙人，中国语言文字学家。中华民国教育部部聘教授、中央研究院院士、中国科学院院士。

## 生平
1885年4月9日生于长沙北门正街宗伯司臣坊侧之赁居。
1890年从其父杨孝秩（字翰仙）读书。
1897年4月，入长沙北门外之湘水校经堂，学习算学、地理、英文等。10月考取陈宝箴、黄遵宪、谭嗣同等创办的时务学堂，时梁启超任学堂中文总教习，受业于他。
1898年8月，戊戌政变，时务学堂解散。
1900年入求实书院学习经史及算学。
1902年求实书院肄业。仿阮元《诗书古训》体例，始辑《周易古义》。1902年求实书院改为湖南大学堂。
1903年湖南大学堂改为湖南高等学堂，先生去院家居，问经学于胡元仪。5月，应湖南省院试，名列第一。入校经堂肄业。
1905年湖南巡抚端方派留学生赴日本，与伯兄楊樹穀同被录取。9月，入东京宏文学院大冢分校普通第二班学习日语。
1907年11月，宏文学院普通中学毕业。
1908年入正则学校学习英语。3月，考取东京第一高等学校预科。
1909年3月，东京第一高等学校预科毕业。8月，入京都第三高等学校学习。
1911年武昌起义，清廷官费停发，被迫退学回国，任湖南教育司图书科科长。
1912年改任湖南图书编译局编译员，兼任楚怡工业学校英文教员及湖南高等师范学院教务长。
1913年9月任湖南第四师范学校国文法教员。
1915年任湖南省立第一师范学校国文教员。
1916年任湖南省立第一女子师范学校国文教员。
1918年3月辑《老子古义》。
1919年始撰《马氏文通刊误》及《中国语法纲要》。
1920年9月，至中华民国教育部国语统一筹备会任职，兼任北京师范学校国文法、北京政法专门学校日文教员。撰写《国语辞典》之“编辑大例”、“采集方法大要”及有关辞条。10月，任北京女子高等师范学校附属女子补习学校国文教员。12月，撰《韩诗内传未亡说》。
1921年2月，任北京高等师范学校国文法教员。始撰《高等国文法》。3月，始撰《古书疑义举例续补》。9月，始輯《説苑》、《新序》疏證。
1922年4月，始撰《词诠》。11月，始撰《长沙方言考》。《老子古义》出版。12月，任教育部编审员。
1923年3月，任北京高等农业专门学校教员。6月，《国文法讲义》编讫。9月，教育部改为名誉审定员。
1924年3月，任北京师范大学国文系主任。10月，取《荀子》“积微”二字名其居。
1925年2月，任教育部编审处编审员。3月，《汉书补注补正》出版。6月，《古书疑义举例续补》刻成。
1926年9月，任清华大学国文系教授。12月，撰《孟子学说多本子思考》。
1928年1月，草《古书校读法讲义》。10月，《词诠》出版。11月，《老子古义》增订本出版。
1929年1月，梁启超在京病逝，次月以弟子礼执绋送葬，并撰《时务学堂弟子公祭任公师文》。10月，撰写《汉史探》。
1930年1月，撰《国文中之倒装宾语》。《周易古义》出版。6月，日本学界以庚子赔款邀请，先后参观日本及朝鲜各大学和图书馆，并会见学界同人。7月，《高等国文法》出版。
1931年2月，《马氏文通刊误》出版。3月，编次《长沙方言考》。6月，始草《汉俗考》。11月，撰《端方陶斋藏砖记跋》。
1932年4月，撰《汉书所据史料考》。5月，增补《古书之句读》为《古书句读释例》。
1933年4月，《中国修辞学》出版。11月，《汉代婚丧礼俗考》出版。12月，《古声韵讨论集》出版。
1934年3月，《古书句读释例》出版。4月，《论语古义》出版。
1935年6月，“大学丛书”本《高等国文法》出版。10月，始撰《长沙方言续考》。
1936年6月，始写《汉书窥管》。章太炎病逝，撰挽词哀悼。
1937年2月，《积微居小学金石论丛》出版。7月，卢沟桥事变爆发后，举家返湘。8月，应邀任湖南大学中文系教授。10月，随湖大疏散至湘西。
1939年7月，始撰《春秋大义述》，阐述《春秋》“复仇”、“攘夷”大义。
1940年11月与曾运乾、黄子通发起《文哲丛刊》杂志。
1941年1月，《文哲丛刊》出版，首期载其《读<甲骨文编>记》。2月，整理《汉书窥管》。
1942年4月，获教育部学术审议会著作二等奖。9月，为教育部部聘教授。
1943年2月，始著《论语疏证》，至4月初稿撰讫。8月，校《文字学讲义》。11月，校补《文字学》。12月，《论语疏证》石印本出版。
1944年1月，《春秋大义述》出版。11月，始写《甲文蠡测》。
1945年2月，《甲骨文蠡测撷要》讲义本撰成。4月，兼职国立图书编译馆。
1947年7月，教育部学术审议会议决部聘教授续聘。11月，湖南省文献会拟修湖南省志，聘请撰写《艺文志》。
1948年3月，当选为中央研究院第一屆院士。4月教育部学术审议会决定杨树达古文字研究得二等奖。至广州中山大学、岭南大学访问讲学。9月，赴南京参加中央研究院成立20周年纪念会及院士会议，会晤陈垣、傅斯年、余嘉锡等旧友。11月，赴中山大学作短期讲学。
1949年5月，自广州返抵长沙。8月，教授会推举先生等三人往见湖南省代主席陈明仁，促进和平。9月，人民政府接管湖南大学。应《民主报》之邀撰《实事求是》一文纪念中国人民政治协商会议第一届全体会议召开。
1950年2月，整理《金文说》粗讫。9月，始写《积微居回忆录》。10月，湖南省文物委员会聘为委员。中国科学院聘为语言文字组专门委员。
1951年1月，《回忆录》写讫。9月，始重订补《文字形义学讲义》。当选新史学研究会理事。
1952年3月，校《甲文说》。6月，《中国语文》杂志社聘为特约撰稿人。11月《积微居金文说》出版。12月，以人民代表身份出席湖南省第二届人民代表大会第一次会议。整理《积微居读书记》，补撰《汉书窥管》。
1953年1月，任湖南省文史馆馆长。调至湖南师范学院任教。10月，校《卜辞琐记》及《小学述林》。11月，获《历史研究》编委提名。中国科学院拟调进京。12月，《淮南子证闻》出版。
1954年2月，辞谢中国科学院进京之请。4月，《积微居小学述林》出版。6月，《积微居甲文说》出版。9月，校《高等国文法》。12月，中国人民政治协商会议第二届全国委员会在京召开，被选为委员，因病未能出席。《耐林廎甲文说》、《词诠》相继出版。1954年，中国史学会公布第一届理事会名单，郭沫若担任主席，吴玉章、范文澜担任副主席，他担任理事。
1955年1月，《古书句读释例》出版。《中国修辞学》出版。2月，列席湖南省政治协商会议。当选湖南省人民代表大会代表，出席湖南省人大会议。3月，《论语疏证》出版。6月，当选中国科学院学部委员。出席湖南省人大六次会议。7月，《汉书窥管》出版。8月，《中国修辞学》改名《汉文文言修辞学》再版。任高教出版社特约编审。10月，在京参加国庆观礼。参加中国科学院语言研究所举办的“现代汉语规范问题学术会议”。接受哲学所《盐铁论校注》、语言所《说文今语疏证》项目。11月，离京返湘。12月，笺释《盐铁论》。
1956年1月，笺释《盐铁论》。2月《盐铁论笺释》初稿撰讫。14日，病逝。

## 著述要目

### 专著
- 《中国语法纲要》1920年商务印书馆出版。
- 《古书疑义举例续补》1925年家刻本。后收入《古书疑义举例五种》，1956年中华书局出版。又收入《杨树达文集》之四，1991年上海古籍出版社出版。
- 《汉书补注补正》1925年商务印书馆出版。收入《北京师范大学丛书》。
- 《词诠》1928年商务印书馆出版。1954年中华书局出版，1978年再版。又例为《杨树达文集》之二，1986年上海古籍出版社出版。
- 《老子古义》1922年中华书局出版，1926年再版，1928年增订出版。又收入《杨树达文集》之十三，1991年上海古籍出版社出版。
- 《古书之句读》1928年文化学社出版。
- 《高等国文法》1930年商务印书馆出版。后收入《大学丛书》，1935年改订出版，1955年重版。后收入《汉语语法丛书》，1984年商务印书馆出版。1990年上海书店影印版。
- 《周易古义》1930年中华书局出版。后收入《杨树达文集》之十三，1991年上海古籍出版社出版。
- 《马氏文通刊误》1931年商务印书馆出版，1933年再版。1958年科学出版社校订出版。1962年中华书局出版。现收入《杨树达文集》之四，1991年上海古籍出版社出版。
- 《积微居文录》1931年商务印书馆出版。
- 《中国修辞学》（《汉文文言修辞学》）1933年世界书局出版。1954年科学出版社出版。1955年科学出版社再版时改名《汉文文言修辞学》。1969年台湾世界书局以《中国修辞学》之名出版。1980年中华书局以《汉文文言修辞学》一名出版。现列为《杨树达文集》之一，仍题《中国修辞学》，1983年上海古籍出版社出版。
- 《古声韵讨论集》1933年好望书店出版。
- 《汉代婚丧礼俗考》1933年商务印书馆出版。
- 《群书检目》1934年好望书店出版。
- 《论语古义》1934商务印书馆出版。
- 《古书句读释例》即《古书之句读》增订本，1934年商务印书馆出版。1954年中华书局校订出版。现收入《杨树达文集》之四，1991年上海古籍出版社出版。
- 《积微居小学金石论丛》1937年商务印书馆出版。1955年科学出版社增订出版。1983年中华书局出版。
- 《春秋大义述》1943年重庆商务印书馆出版。
- 《积微居金文说》1952年中国科学院考古研究所出版。1959年科学出版社出版增订本。
- 《淮南子证闻》1953年中国科学院出版。现收入《杨树达文集》之十一，1985年上海古籍出版社出版。
- 《积微居小学述林》1954年中国科学院出版。1983年中华书局出版。
- 《积微居甲文说·卜辞琐记》1954年中国科学院出版，后收入《杨树达文集》之五，1986年上海古籍出版社出版。
- 《耐林廎甲文说·卜辞求义》1954年群联出版社出版。现收入《杨树达文集》之五，1986年上海古籍出版社出版。
- 《论语疏证》1943年石印本。1955年科学出版社出版。1986年上海古籍出版社出版。
- 《汉书窥管》1955年科学出版社出版。现列为《杨树达文集》之十，1984年上海古籍出版社出版。
- 《盐铁论要释》1957年科学出版社出版。1963年中华书局出版。现收入《杨树达文集》之十一，1985年上海古籍出版社出版。
- 《积微居读书记》1960年科学出版社出版。1962年中华书局出版。
- 《积微居回忆录·积微居诗文钞》现列为《杨树达文集》之十七，1986年上海古籍出版社出版。
- 《中国文字学概要·文字形义学》现列为《杨树达文集》之九，1988年上海古籍出版社出版。[7]

### 译著
- 《儿童个性之研究》1920年出版。

## 评价

### 外界对杨树达的评价
- 黄侃：“北京治国学诸君，自吴检斋、钱玄同外,余(季豫)、杨二君皆不愧为教授”[8]
- 陈寅恪：“汉事颛家，公为第一，可称‘汉圣’”，“当今文字训诂之学，公为第一人，此为学术界之公论，非弟阿私之言。”“论今日学术，公信为赤县神州文学、音韵、训诂学第一人也。”[9]
- 刘半农：“近来研究中国文法者,当以杨树达为第一。”[10]
- 钱玄同：“君治学语必有证，不如湖南前辈之所为。而做人则完全湖南风度也。”[11]
- 郭沫若：“就整个言之，我兄于文字方法体会既深，涉历复博，故所论列均证据确凿，左右逢源，不蔓不枝，恰如其分，至佩至佩。”[12]

鲁迅有两篇文章提及「杨树达」，分别是《记杨树达的袭来》和《关于杨君袭来的辨证》，卻非本條目主角。文中指出：「原來是一個和教員的姓名完全相同的學生」。

### 杨树达对其他学者的评价
- 对陈寅恪，杨树达在日记中写道：“陈寅恪寄示所著《元白诗笺证稿》，连日阅之。既博且精。诗家笺注从来未有也。”“阅《岭南学报》陈寅恪说唐诗文字，鞭辟入里，令人解颐。”[4]
- 对黄侃，杨树达在日记中写道：“季刚于《说文》烂熟，然其所推论之孽乳先生多出于悬揣，不足据信。大抵此君读书多而识解不足，强于记忆而弱于通悟。”“季刚受学于太炎，应主于实事求是，乃其治学力主保守，逆转为东吴惠氏之信而好古。……世人皆以季刚不寿未及著书为惜，余谓季刚主旨既差，虽享伏生之年，于学术空无多增益也。”“无周公之才，既骄且吝；受章君之教，不皖而吴。”[13]
- 对于中华人民共和国政务院文史研究馆第一任馆长符定一，杨树达在日记中写道：“京中设文史馆，乡人某任馆长，某乃妄人，不识一字。果有其事，亦足轻朝廷，羞天下之士矣!”[14]
- 对于曾经同在湖南大学教书的杨荣国和谭丕谟，杨树达在回忆录中写道：“本校文学院长杨荣国发布文字于《新建设》杂志，引金文、甲文错误百出。”“谭丕谟并《中苏条约》极浅之文字看不通，亦评六级。余提议应减，无人见信也。平心论之，余评最高级，决不为少；而与杨荣国、谭丕谟同级，则认为一种侮辱也。”[15]

## 家族
- 父：杨孝秩
- 妻：吴氏（1920年10月病逝，生三子，為杨德洪、杨德骧、杨德鑫）、张家祓（字毅君，繼室，婚于1921年。其父为张训钦。张家祓生三子两女，三子为杨德豫、杨德庆、杨德嘉）
- 兄：楊樹穀
- 子（6人）：杨德洪（1912年8月生）、杨德骧、杨文玄（杨德鑫，1919年3月生）、杨德豫（1928年12月12日─2013年1月23日[16]）、杨德庆（？年10月10日生）、杨德嘉（1933年）
- 女（2人）：杨德娴（丈夫袁久坚）、杨德纯（丈夫周铁铮）
- 侄：杨伯峻 ……
- 孙：杨逢彬……
- 曾孙：杨柳岸……[17][18][19][20][21][22][23][24]